# Chinees Taipei op de Olympische Winterspelen 1992
Tijdens de Olympische Winterspelen van 1992, die in Albertville (Frankrijk) werden gehouden, nam Chinees Taipei voor de vijfde keer deel.

## Deelnemers en resultaten

### Alpineskiën
| Olympiër       | Discipline       | Resultaat | Prestatie                        |
| -------------- | ---------------- | --------- | -------------------------------- |
| Chen Tong-Jong | reuzenslalom (m) | 81e       | 3.05,99 (+59,01) 1.31,48+1.34,51 |
| Chen Tong-Jong | slalom (m)       | dnf-1     | opgave run 1                     |
| Ong Ching-Ming | reuzenslalom (m) | dnf-2     | opgave run 2 1.38,66+dnf         |
| Tang Wei-Tsu   | super g (m)      | dnf       | opgave                           |

### Bobsleeën
| Olympiër                                                | Discipline                     | Resultaat | Prestatie                                               |
| ------------------------------------------------------- | ------------------------------ | --------- | ------------------------------------------------------- |
| Chen Chin-San Chang Min-Jung                            | 2-mansbob (m) Chinees Taipei I | 33e       | 4.10,97 (+7,71) (1.02,27 / 1.02,83 / 1.02,91 / 1.02,96) |
| Chen Chin-San Chen Chin-Sen Hsu Kuo-Jung Chang Min-Jung | 4-mansbob (m) Chinees Taipei I | 26e       | 4.01,94 (+8,04) (1.00,31 / 1.00,45 / 1.00,52 / 1.00,66) |

### Kunstrijden
| Olympiër  | Discipline | Resultaat | Prestatie                               |
| --------- | ---------- | --------- | --------------------------------------- |
| David Liu | mannen     | 17e       | 26,5 p. (korte kür: 15 - lange kür: 19) |

Algerije · Amerikaanse Maagdeneilanden · Andorra · Argentinië · Australië · België · Bermuda · Bolivia · Brazilië · Bulgarije · Canada · Chili · China · Chinees Taipei · Costa Rica · Cyprus · Denemarken · Duitsland · Estland · Filipijnen · Finland · Frankrijk · Gezamenlijk team · Griekenland · Groot-Brittannië · Honduras · Hongarije · Ierland · IJsland · India · Italië · Jamaica · Japan · Joegoslavië · Kroatië · Letland · Libanon · Liechtenstein · Litouwen · Luxemburg · Marokko · Mexico · Monaco · Mongolië · Nederland · Nederlandse Antillen · Nieuw-Zeeland · Noord-Korea · Noorwegen · Oostenrijk · Polen · Puerto Rico · Roemenië · San Marino · Senegal · Slovenië · Spanje · Swaziland · Tsjecho-Slowakije · Turkije · Verenigde Staten · Zuid-Korea · Zweden · Zwitserland